# قادر أدم
قادر أدم (بالإنجليزية: Kader Amadou)‏ (بالفرنسية: Amadou Kader)‏ (5 أبريل 1989 النيجر - ) هو لاعب كرة قدم نيجيري، شارك في كأس الأمم الأفريقية 2012.

## روابط خارجية
- قادر أدم على موقع الاتحاد الدولي (مؤرشف)  (الإنجليزية)
- قادر أدم على موقع قاعدة بيانات كرة القدم.إي يو (الإنجليزية)
- قادر أدم على موقع ناشيونال فوتبول تيمز (الإنجليزية)